# باک هنری
باک هنری (انگلیسی: Buck Henry؛ زادهٔ ۹ دسامبر ۱۹۳۰ – درگذشته ۸ ژانویهٔ ۲۰۲۰) یک هنرپیشه، فیلم‌نامه‌نویس، و کارگردان اهل ایالات متحده آمریکا بود. هنری در ۸ ژانویه ۲۰۲۰ در سن ۸۹ سالگی در اثر سکته قلبی در مرکز پزشکی سیدرز-ساینای در لس آنجلس درگذشت.
از فیلم‌ها یا برنامه‌های تلویزیونی که وی در آن نقش داشته‌است می‌توان به فارغ‌التحصیل، برش‌های کوتاه، گلوریا، بهشت می‌تواند صبر کند، آهنگ در فردا، شهر و کشور و حتی دختران گاوچران اشاره کرد.